# Ctenophora magnifica
Ctenophora magnifica is een tweevleugelige uit de familie langpootmuggen (Tipulidae). De soort komt voor in het Palearctisch gebied.